# Lie-Algebren-Kohomologie
In der Mathematik ist die Lie-Algebren-Kohomologie ein technisches Hilfsmittel, welches insbesondere in Differentialgeometrie, Mathematischer Physik und der Theorie der Lie-Gruppen Anwendung findet. Sie wird definiert als Kohomologie des Koszul-Komplexes. Für kompakte Lie-Gruppen ist die algebraisch definierte Lie-Algebren-Kohomologie der Lie-Algebra isomorph zur De-Rham-Kohomologie der Lie-Gruppe.

## Definition
Sei {\displaystyle {\mathfrak {g}}} eine Lie-Algebra. Auf der äußeren Algebra {\displaystyle \Lambda {\mathfrak {g}}^{*}=\bigoplus _{k}\Lambda ^{k}{\mathfrak {g}}^{*}} des dualen {\displaystyle \mathbb {R} }-Vektorraumes {\displaystyle {\mathfrak {g}}^{*}} definieren wir für alle {\displaystyle k\in \mathbb {N} } einen Operator
{\displaystyle d^{k}:\Lambda ^{k}{\mathfrak {g}}^{*}\rightarrow \Lambda ^{k+1}{\mathfrak {g}}^{*}} wie folgt.
Sei
{\displaystyle f\in \operatorname {Hom} (\Lambda ^{k}{\mathfrak {g}},\mathbb {R} )\cong \Lambda ^{k}{\mathfrak {g}}^{*}},
dann definieren wir
{\displaystyle d^{k}f\in \operatorname {Hom} (\Lambda ^{k+1}{\mathfrak {g}},\mathbb {R} )\cong \Lambda ^{k+1}{\mathfrak {g}}^{*}}
durch
{\displaystyle d^{k}f(g_{1}\wedge \ldots \wedge g_{k+1})=\sum _{1\leq i<j\leq k+1}\left(-1\right)^{i+j-1}f(\left[g_{i},g_{j}\right]\wedge g_{1}\wedge \ldots {\hat {g_{i}}}\ldots {\hat {g_{j}}}\ldots \wedge g_{k+1})+\sum _{1\leq i\leq k}\left(-1\right)^{i}f(g_{1}\wedge \ldots {\hat {g_{i}}}\ldots \wedge g_{k+1})}.
Der Komplex {\displaystyle (\Lambda {\mathfrak {g}}^{*},d^{\bullet })} heißt Koszul-Komplex. Für alle {\displaystyle k\in \mathbb {N} } gilt
{\displaystyle d^{k}d^{k-1}=0}.
Die Lie-Algebren-Kohomologie von {\displaystyle {\mathfrak {g}}} ist definiert als Kohomologie des Koszul-Komplexes, also als
{\displaystyle H^{k}({\mathfrak {g}}):=\ker(d^{k})/\operatorname {im} (d^{k-1})}.

## Lie-Gruppen und Lie-Algebren-Kohomologie
Für eine Lie-Gruppe {\displaystyle G} mit Lie-Algebra {\displaystyle {\mathfrak {g}}} ist der Koszul-Komplex kanonisch isomorph zum Komplex der {\displaystyle G}-invarianten Differentialformen auf {\displaystyle G}:
{\displaystyle (\Lambda {\mathfrak {g}}^{*},d^{\bullet })=(\Omega ^{G}(G),d)},
die Lie-Algebren-Komologie von {\displaystyle {\mathfrak {g}}} ist also isomorph zur Kohomologie des Komplexes {\displaystyle (\Omega ^{G}(G),d)}.
Élie Cartan hat bewiesen, dass für kompakte Lie-Gruppen die Inklusion
{\displaystyle \Omega ^{G}(G)\subset \Omega ^{\bullet }(G)}
einen Isomorphismus der De-Rham-Kohomologie-Gruppen induziert. Für kompakte Lie-Gruppen {\displaystyle G} gilt also
{\displaystyle H_{dR}^{\bullet }(G)=H^{\bullet }({\mathfrak {g}})}.

## Lie-Algebren-Kohomologie bzgl. einer Darstellung
C. Chevalley und S. Eilenberg haben zu einer Lie-Algebren-Darstellung {\displaystyle \pi :{\mathfrak {g}}\rightarrow \mathrm {gl} (V)} die folgende Kohomologie-Konstruktion durchgeführt.
Für {\displaystyle k>0} sei {\displaystyle C_{\pi }^{k}} der Raum der {\displaystyle k}-linearen, alternierenden Abbildungen {\displaystyle {\mathfrak {g}}^{k}\rightarrow V}, für k=0 sei {\displaystyle C_{\pi }^{0}=V}. Ferner sei {\displaystyle \delta ^{k}:C_{\pi }^{k}\rightarrow C_{\pi }^{k+1}} durch
{\displaystyle (\delta ^{k}f)(g_{1}\wedge \ldots \wedge g_{k+1})=\sum _{1\leq i<j\leq k+1}\left(-1\right)^{i+j-1}f(\left[g_{i},g_{j}\right]\wedge g_{1}\wedge \ldots {\hat {g_{i}}}\ldots {\hat {g_{j}}}\ldots \wedge g_{k+1})+\sum _{1\leq i\leq k+1}\left(-1\right)^{i}\pi (g_{i})f(g_{1}\wedge \ldots {\hat {g_{i}}}\ldots \wedge g_{k+1})}.
In der angegebenen Arbeit von C. Chevalley und S. Eilenberg wird noch durch {\displaystyle k+1} dividiert, was im unten angegebenen Lehrbuch von Hilgert und Neeb nicht der Fall ist. Man zeigt {\displaystyle \delta ^{k}\circ \delta ^{k+1}=0}, das heißt, es liegt ein Kokettenkomplex vor, den man auch den Chevalley-Eilenberg-Komplex nennt. Die Elemente aus
{\displaystyle Z_{\pi }^{k}=\mathrm {ker} (\delta ^{k})}
nennt man wie üblich k-Kozykel, diejenigen aus
{\displaystyle B_{\pi }^{k}=\mathrm {im} (\delta ^{k-1})}
heißen k-Koränder.
Damit sind die Kohomologiegruppen
{\displaystyle H_{\pi }^{k}:=Z_{\pi }^{k}/B_{\pi }^{k}}
definiert, wobei im Falle {\displaystyle k=0} der Korandoperator {\displaystyle \delta ^{-1}} als 0 definiert ist. Man spricht genauer von der Chevalley-Kohomologie von {\displaystyle {\mathfrak {g}}} mit Werten in {\displaystyle V} bzgl. {\displaystyle \pi }.
Elemente aus dem Chevalley-Eilenberg-Komplex treten in natürlicher Weise auf. So ist zum Beispiel durch die Formel
{\displaystyle (\rho (g)f)(h):=\pi (h)(f(g)),\quad g,h\in {\mathfrak {g}},f\in Z_{\pi }^{1}}
eine Darstellung {\displaystyle \rho :{\mathfrak {g}}\rightarrow \mathrm {gl} (Z_{\pi }^{1})} definiert, die für weitere Untersuchungen der Lie-Algebra herangezogen werden kann. Man kann weitere Folgerungen ziehen, wenn {\displaystyle Z_{\pi }^{1}=B_{\pi }^{1}} ist, das heißt, wenn die 1-te Chevalley-Kohomologie verschwindet. Daher sind die folgenden beiden sogenannten Lemmata von Whitehead von besonderem Interesse:
1. Lemma von Whitehead: Ist {\displaystyle {\mathfrak {g}}} eine halbeinfache, endlichdimensionale, reelle oder komplexe Lie-Algebra und ist {\displaystyle \pi :{\mathfrak {g}}\rightarrow \mathrm {gl} (V)} eine endlich-dimensionale Darstellung, so ist {\displaystyle H_{\pi }^{1}=\{0\}}.
2. Lemma von Whitehead: Ist {\displaystyle {\mathfrak {g}}} eine halbeinfache, endlichdimensionale, reelle oder komplexe Lie-Algebra und ist {\displaystyle \pi :{\mathfrak {g}}\rightarrow \mathrm {gl} (V)} eine endlich-dimensionale Darstellung, so ist {\displaystyle H_{\pi }^{2}=\{0\}}.
Folgender Satz ist eine Konsequenz aus dem 1. Lemma von Whitehead und der obigen Konstruktion von Darstellungen auf {\displaystyle Z_{\pi }^{1}}:
- Ist {\displaystyle {\mathfrak {g}}} eine halbeinfache, endlichdimensionale, reelle oder komplexe Lie-Algebra und ist {\displaystyle 0\rightarrow U\rightarrow V\,{\xrightarrow {\varphi }}\,W\rightarrow 0} eine kurze exakte Sequenz von endlichdimensionalen {\displaystyle {\mathfrak {g}}}-Moduln, so zerfällt diese, das heißt, es gibt einen {\displaystyle {\mathfrak {g}}}-Modul-Morphismus {\displaystyle \psi :W\rightarrow V} mit {\displaystyle \varphi \circ \psi =\mathrm {id} _{W}}.

Dieser Satz kann als wesentlicher Schritt im Beweis des Satzes von Weyl angesehen werden.
Das 2. Lemma von Whitehead ist ein wichtiger Baustein zum Satz von Levi.